# Слісаренко Анатолій Олексійович
Анатолій Олексійович Слісаренко (30 березня 1923, Київ, УСРР — 27 січня 1997, Київ, Україна) — радянський і український кінорежисер. Заслужений діяч мистецтв України (1976). Лауреат Республіканської премії ім. Я. Галана (1979). Батько Ігоря Слісаренка.

## Життєпис
Народився в родині вчителя.
У 1942 — артист балету і драми окупаційного Рівненського міського театру, працював також у Чернігівському театрі. Учасник Німецько-радянської війни (1943—1945). Закінчив акторський (1948) та режисерський (1949) факультети Київського державного інституту театрального мистецтва ім. І. Карпенка-Карого.
Працював у Київському українському драматичному театрі ім. І. Франка, на Українській студії хронікально-документальних фільмів (1950–1955), на Київській кіностудії художніх фільмів ім. О.Довженка (1956–1960). Створив художні стрічки: «Гори, моя зоре!» (1957), «Коли починається юність» (1959), «Ніч перед світанком» (1969), «Право на любов» (1977, також автор музики до фільму) та ін.
В 1961 році, коли на зйомках його фільму загинула відома акторка І. Бурдученко, був засуджений до 5 років ув'язнення із 5-річною забороною працювати в кіно (фільм «Квітка на камені» дознімав і переробляв Сергій Параджанов). Попри це, звільнився достроково у 1963 і вже з 1964 почав працювати на Київській студії хронікально-документальних фільмів. У 1986 році, після публікації в «Литературной газете» статті про його перебування і працю в німецькій окупації, присвоєння бойових нагород та фінансові зловживання, був звільнений з кіностудії та виключений із Спілки кінематографістів України.
Нагороджений медалями, Почесною Грамотою Президії Верховної Ради України.

## Творчий доробок
Автор документальних фільмів: «Суворовці», «Квітуча Україна» (1951), «У новій Каховці», «Художники Закарпаття» (1952), «Творчість юних», «Корсунь-Шевченківська» (1953), «Свято великої дружби» (1954), «Пісня про Україну» (1955), «Хліб» (1964), «Квіти для всіх» (1966), «Лети наша пісня», «Гуцульське весілля» (1967), «Вічно живий», «Гаряче дихання» (1967, Головний приз і Диплом зонального огляду, Тбілісі, 1967), «Дніпровська балада» (1967), «Монреаль-67» (1967), «Степан Шкурат» (1968), «П'ять героїчних років», «Діалог з секретарем райкому» (1971), «Ми — радянські» (1972, Почесний диплом VI Всесоюзного кінофестивалю, Алма-Ата, 1973), «Для тебе, людино» (1973, Премія Міжнародного кінофестивалю, Загреб, Югославія, 1974), «Роменська мадонна» (1973, Головний приз «Золотий голуб» XVI Міжнародного кінофестивалю, Тампере, Фінляндія, 1974), «Генерал Петров» (1973, Диплом Міжнародного кінофестивалю, Москва, 1973), «Лети, лелеко, лети до Раски» (1973, Диплом Міжнародного кінофестивалю, Краків, 1975; Диплом IX Міжнародного кінофестивалю, Москва, 1975), «Серце солдата» (1974, Срібна медаль ім. О. П. Довженка, 1975; приз «Золота пальмова гілка з голубом» XVII Міжнародного кінофестивалю, Лейпциг, 1974; Диплом Міжнародного кінофестивалю, Обергаузен, 1975), «Червонозоряна юність», «П'ять пісень про комуністів» (1975, Спеціальна премія IX Всесоюзного кінофестивалю, Фрунзе, 1976), «На всю широчінь душі» (1976, Почесний диплом XIX Міжнародного кінофестивалю, Лейпциг), «З Леніном у серці» (1977, Почесний диплом X Всесоюзного кінофестивалю, Рига, 1977), «Непорушне братерство» (1976), «Слухайте, слухайте Бетюка!» (1978), «Марія з Малої землі» (1980), «Живи, людино!» (1980, Другий приз XIV Всесоюзного кінофестивалю, Рига, 1977), «Монолог матері» (1981), «Мій дім — одна шоста частина світу», «Нестаріюче серце поета» (1982), «Балада про лісний фронт» (1985–1986), «Любов моя сніжна» (1991), «Освідчення в коханні» (1993) та ін. Автор книг: «Балади про любов» (К., 1974), «П'ять пісень про комуністів» (К., 1977).